# Prêmio George C. Pimentel na Educação em Química
O Prêmio George C. Pimentel na Educação em Química (em inglês:  George C. Pimentel Award in Chemical Education) reconhece "contribuições significativas à educação química." É um prêmio nacional dos Estados Unidos, concedido anualmente pela American Chemical Society e patrocinado pela Cengage Learning e pela ACS Division of Chemical Education. O prêmio édenominado em memória de George Claude Pimentel, um químico dos Estados Unidos e educador químico que lecionou na Universidade da Califórnia em Berkeley. Antes de 1989 o prêmio foi denominado ACS Award in Chemical Education.

## Laureados
Fonte: American Chemical Society
- 1952 Joel Henry Hildebrand
- 1953 Howard J. Lucas
- 1954 Raymond E. Kirk
- 1955 Gerrit Van Zyl
- 1956 Otto M. Smith
- 1957 Norris W. Rakestraw
- 1958 Frank E. Brown
- 1959 Harry F. Lewis
- 1960 Arthur F. Scott
- 1961 John Christian Bailar
- 1962 William G. Young
- 1963 Edward L. Haenisch
- 1964 Alfred B. Garrett
- 1965 Theodore A. Ashford
- 1966 Willis Conway Pierce
- 1967 Louis Fieser
- 1968 William F. Kieffer
- 1969 L. Carroll King
- 1970 Hubert Alyea
- 1971 Laurence E. Strong
- 1972 J. Arthur Campbell
- 1973 Robert C. Brasted
- 1974 George Simms Hammond
- 1975 William T. Lippincott
- 1976 Leallyn B. Clapp
- 1977 Robert W. Parry
- 1978 Lloyd Noel Ferguson
- 1979 Gilbert P. Haight, Jr.
- 1980 Henry A. Bent
- 1981 Derek A. Davenport
- 1982 Anna Jane Harrison
- 1983 Michell J. Sienko
- 1984 Arthur Wilson Adamson
- 1985 Glenn A. Crosby
- 1986 Bassam Shakhashiri
- 1987 Linus Pauling
- 1988 Marjorie H. Gardner
- 1989 Joseph J. Lagowski
- 1990 George C. Pimentel
- 1991 John W. Moore
- 1992 Fred Basolo
- 1993 George Kauffman
- 1994 Glenn Theodore Seaborg
- 1995 Ernest Ludwig Eliel
- 1996 Roald Hoffmann
- 1997 Arthur B. Ellis
- 1998 Stanley G. Smith
- 1999 Mary Virginia Orna
- 2000 Jerry A. Bell
- 2001 Harry Barkus Gray
- 2002 Michael P. Doyle
- 2003 George M. Bodner
- 2004 Nicholas Turro
- 2005 James N. Spencer
- 2006 Frank Albert Cotton
- 2007 A. Truman Schwartz
- 2008 Richard Zare
- 2009 Henry W. Heikkinen
- 2010 Zafra M. Lerman
- 2011 William R. Robinson
- 2012 Diane M. Bunce
- 2013 Conrad L. Stanitski
- 2014 Thomas J. Greenbowe
- 2015 I. Dwaine Eubanks
- 2016 Richard S. Moog
- 2017 Thomas A. Holme